# Ligne Narita
La ligne Narita (成田線, Narita-sen) est une ligne ferroviaire du réseau JR East dans la préfecture de Chiba au Japon. La branche principale relie les gares de Sakura et Matsugishi. La branche Abiko relie les gares d'Abiko et Narita et la branche de l'aéroport relie Narita à l'Aéroport international de Narita.

## Histoire
La ligne a ouvert le 19 janvier 1897 entre Sakura et Narita. Elle est électrifiée depuis le 1er octobre 1973.

## Caractéristiques

### Ligne
- Longueur : 
  - branche principale : 75,4 km
  - branche Abiko 32,9 km
  - branche de l'aéroport 10,8 km
- Ecartement : 1 067 mm
- Alimentation : 1 500 Vcc par caténaire

### Tracé
|  |

### Interconnexions
À Sakura, la ligne Narita est interconnectée avec la ligne Sōbu, ce qui permet des services express avec la gare de Tokyo et au-delà (services Narita Express notamment). Les trains allant à Matsugishi continuent jusqu'au terminus de Chōshi sur la ligne Sōbu. A Abiko, certains trains continuent sur la ligne Jōban.

### Liste des gares

#### Branche principale
| Numéro            | Gare     | Nom japonais | Distance depuis Sakura (km)        | Correspondances                      | Localisation |
| ----------------- | -------- | ------------ | ---------------------------------- | ------------------------------------ | ------------ |
| JO33              | Sakura   | 佐倉         | 0                                  | JR East : Sōbu (interconnexion)      | Sakura       |
| JO34              | Shisui   | 酒々井       | 6,4                                |                                      | Shisui       |
| JO35              | Narita   | 成田         | 13,1                               | branche Abiko, branche de l'aéroport | Narita       |
|                   | Kuzumi   | 久住         | 20,0                               |                                      | Narita       |
| Namegawa          | 滑河     | 25,5         |                                    |                                      | Narita       |
| Shimōsa-Kōzaki    | 下総神崎 | 31,6         |                                    | Kōzaki                               |              |
| Ōto               | 大戸     | 36,1         |                                    | Katori                               |              |
| Sawara            | 佐原     | 40,0         |                                    | Katori                               |              |
| Katori            | 香取     | 43,6         | JR East : Kashima (interconnexion) | Katori                               |              |
| Suigo             | 水郷     | 47,5         |                                    | Katori                               |              |
| Omigawa           | 小見川   | 52,7         |                                    | Katori                               |              |
| Sasagawa          | 笹川     | 57,7         |                                    | Tōnoshō                              |              |
| Shimōsa-Tachibana | 下総橘   | 62,9         |                                    | Tōnoshō                              |              |
| Shimōsa-Toyosato  | 下総豊里 | 66,2         |                                    | Chōshi                               |              |
| Shiishiba         | 椎柴     | 71,0         |                                    | Chōshi                               |              |
| Matsugishi        | 松岸     | 75,4         | JR East : Sōbu (interconnexion)    | Chōshi                               |              |

#### Branche Abiko

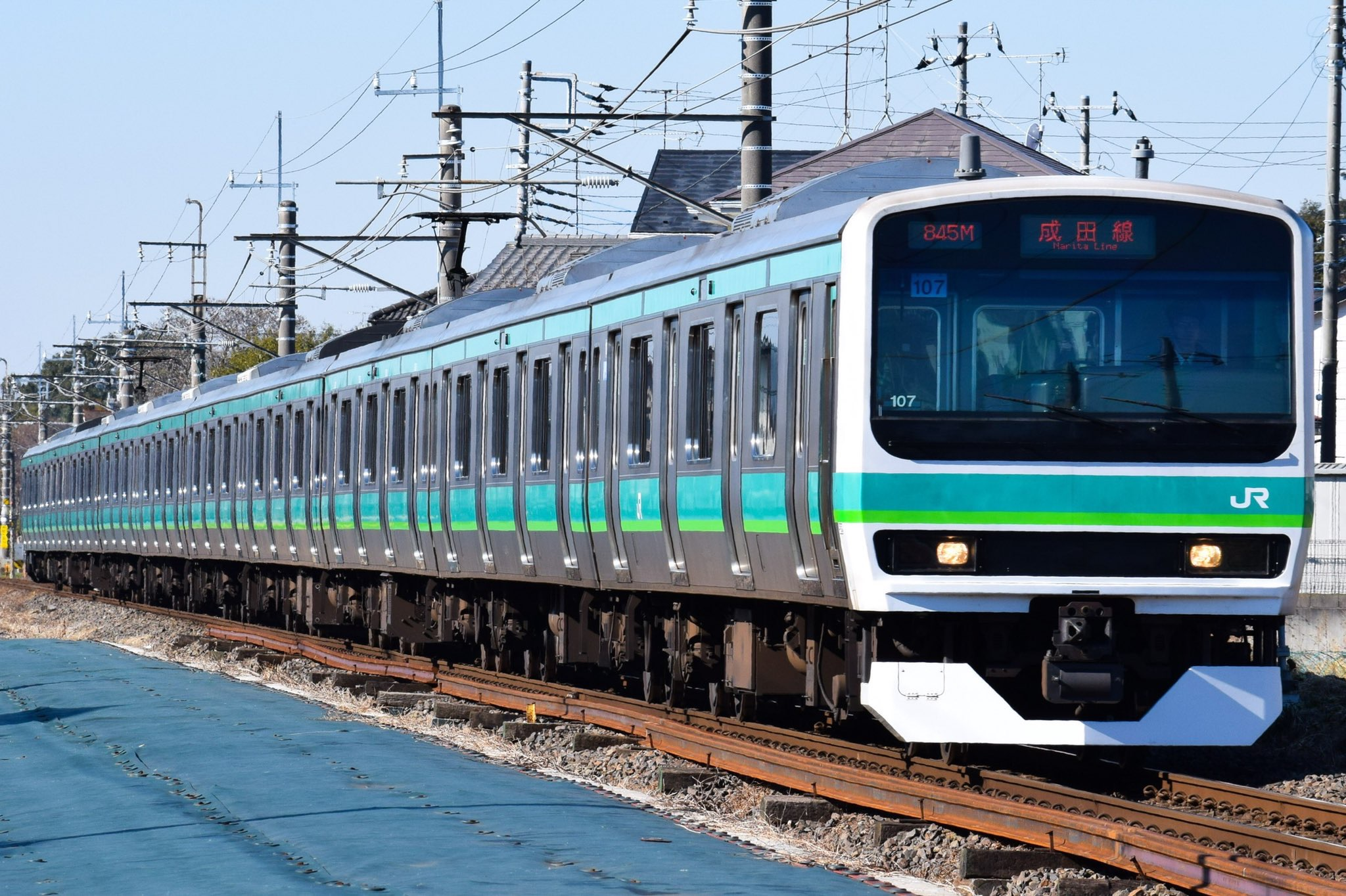
Série E231

| Gare            | Nom japonais | Distance depuis Abiko (km) | Correspondances                           | Localisation |
| --------------- | ------------ | -------------------------- | ----------------------------------------- | ------------ |
| Abiko           | 我孫子       | 0                          | JR East : Jōban (interconnexion)          | Abiko        |
| Higashi-Abiko   | 東我孫子     | 3,4                        |                                           | Abiko        |
| Kohoku          | 湖北         | 6,3                        |                                           | Abiko        |
| Araki           | 新木         | 8,9                        |                                           | Abiko        |
| Fusa            | 布佐         | 12,1                       |                                           | Abiko        |
| Kioroshi        | 木下         | 14,0                       |                                           | Inzai        |
| Kobayashi (ja)  | 小林         | 18,3                       |                                           | Inzai        |
| Ajiki           | 安食         | 23,2                       |                                           | Sakae        |
| Shimōsa-Manzaki | 下総松崎     | 27,3                       |                                           | Narita       |
| Narita          | 成田         | 32,9                       | branche principale, branche de l'aéroport | Narita       |

#### Branche de l'aéroport
| Numéro | Gare                            | Nom japonais | Distance depuis Narita (km) | Correspondances                   | Localisation |
| ------ | ------------------------------- | ------------ | --------------------------- | --------------------------------- | ------------ |
| JO35   | Narita                          | 成田         | 0                           | branche principale, branche Abiko | Narita       |
| JO36   | Aéroport de Narita Terminal 2·3 | 空港第２ビル | 9,8                         | Keisei : Keisei                   | Narita       |
| JO37   | Aéroport de Narita Terminal 1   | 成田空港     | 10,8                        | Keisei : Keisei                   | Narita       |

## Matériel roulant

### Ligne principale et branche Aéroport

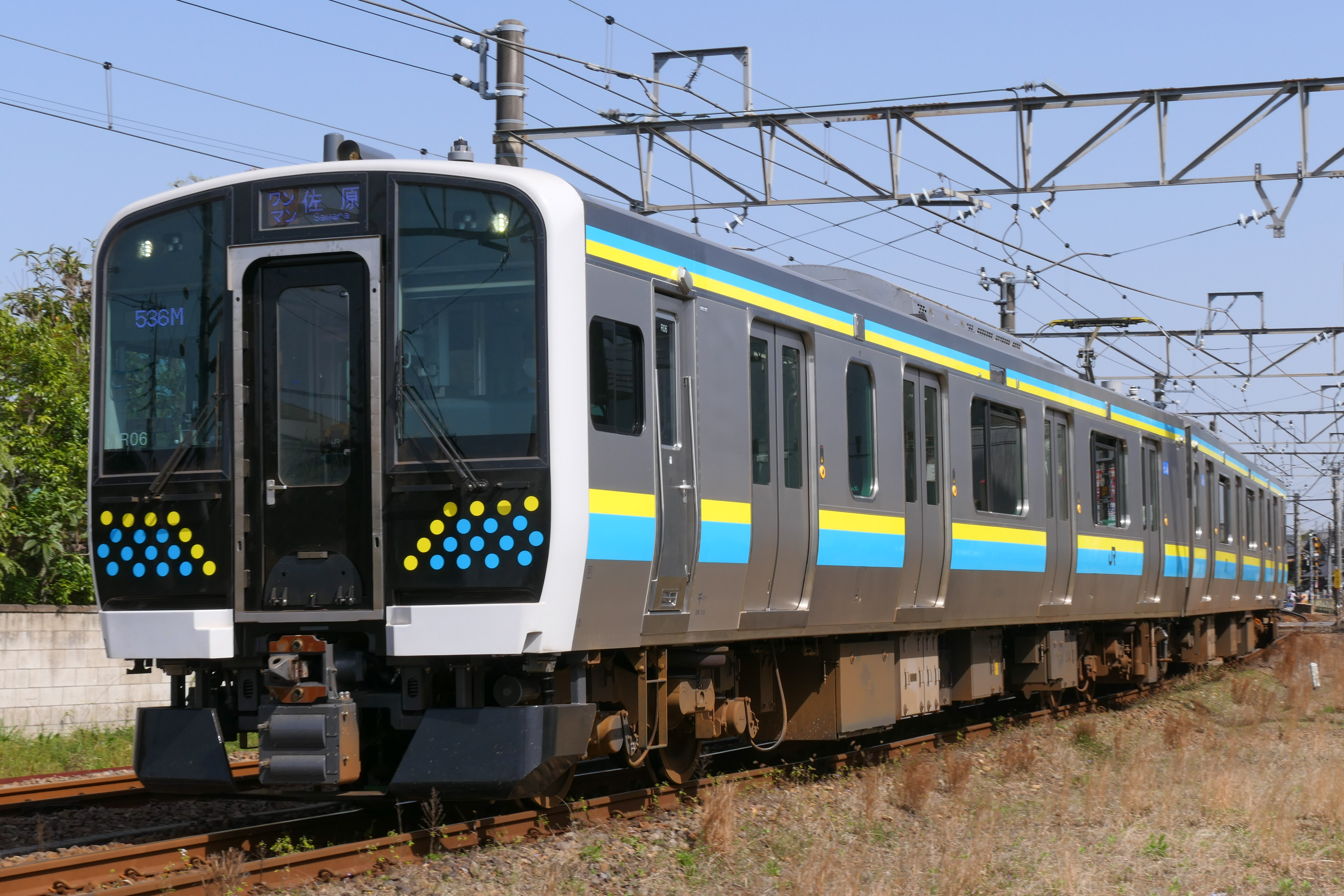
Série E131
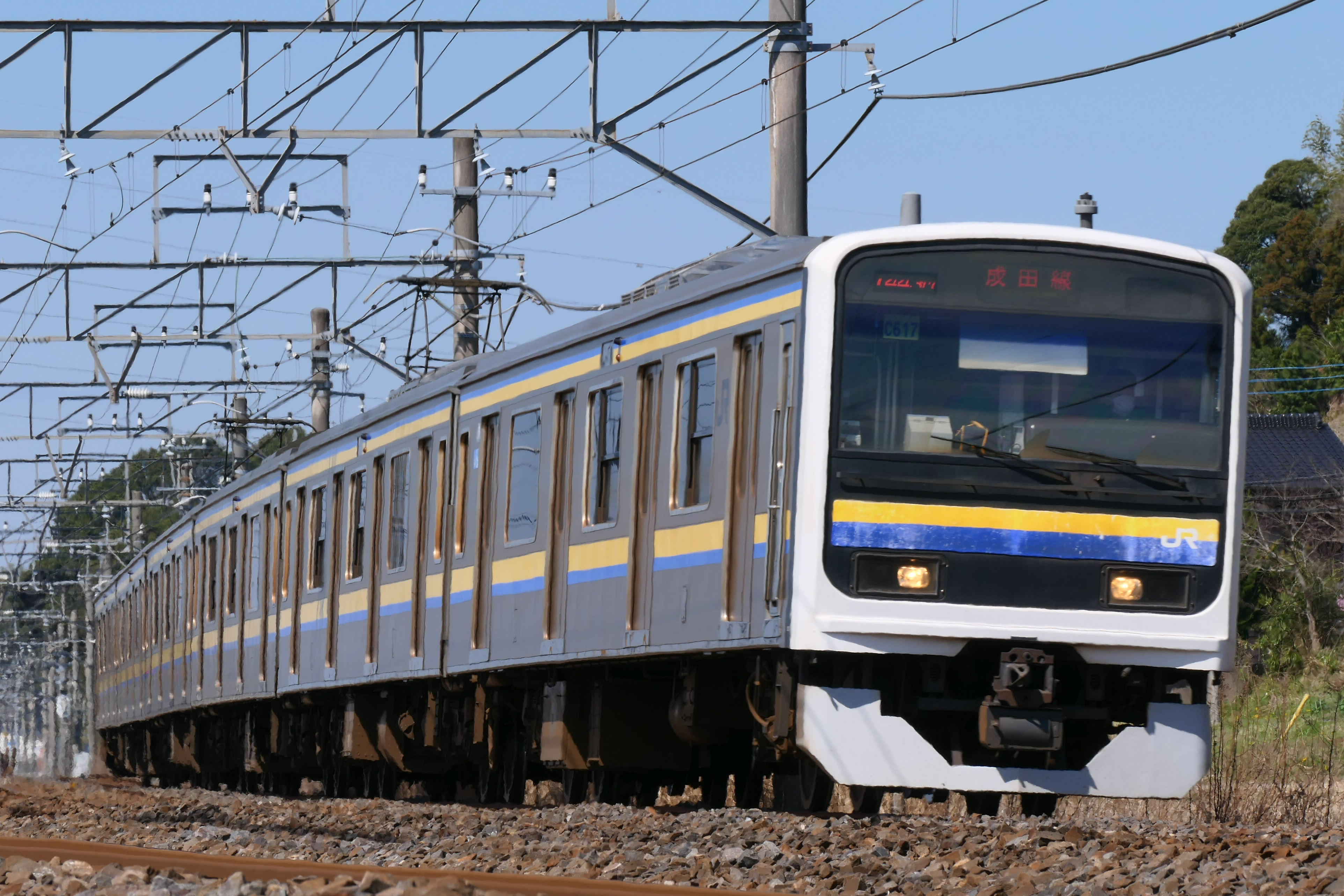
Série 209-2000
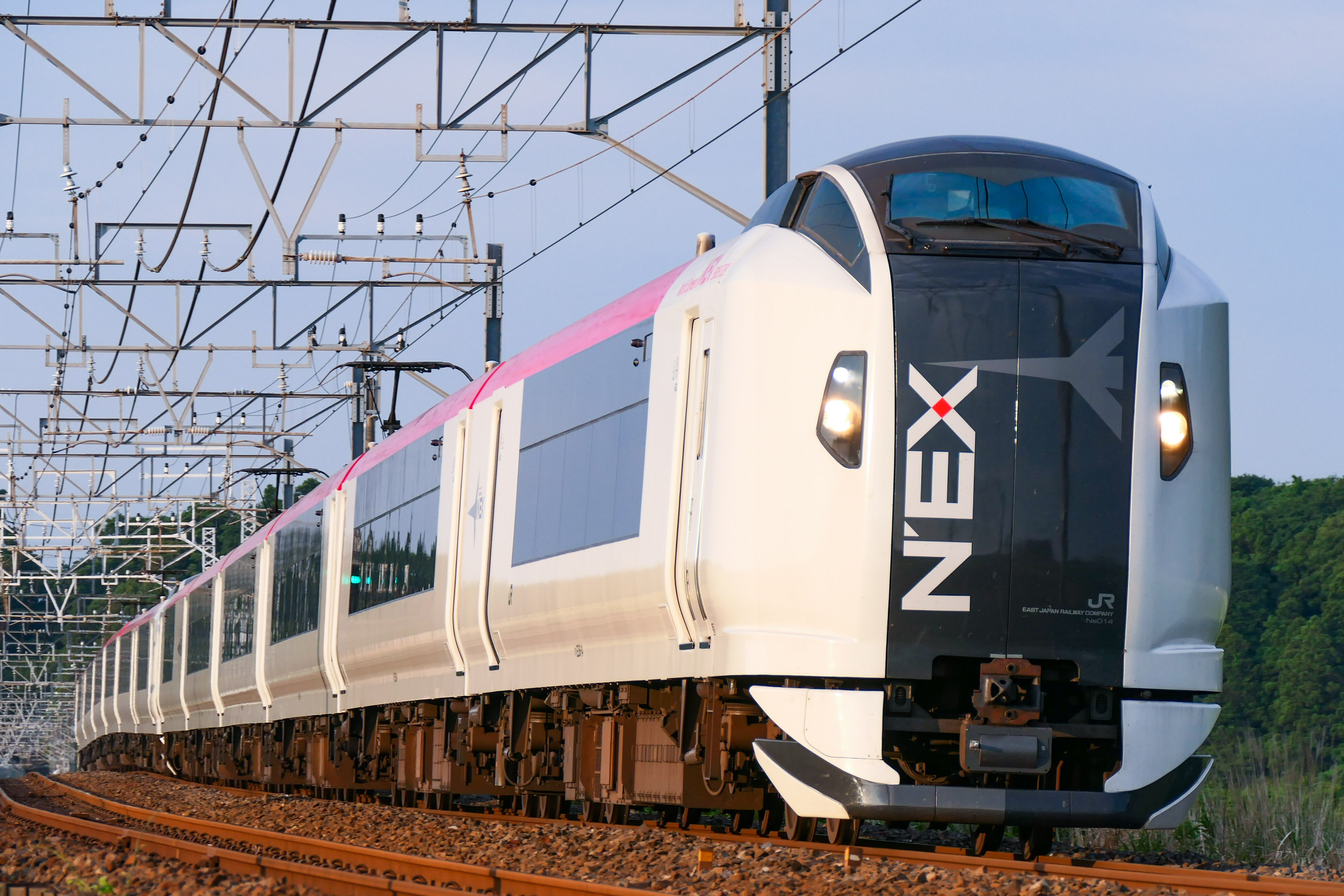
JR série E259 (Narita Express)

### Branche Abiko
- Série E231